# Erlöserkirche (Verl)
Die evangelische Erlöserkirche Verl ist eine 1951 errichtete Hallenkirche in der ostwestfälischen Stadt Verl im Kreis Gütersloh. Die Kirchengemeinde gehört dem Kirchenkreis Gütersloh innerhalb der Evangelischen Kirche von Westfalen an.
Die Kirche befindet sich an der Paul-Gerhardt-Straße im Ortszentrum Verls und wurde aufgrund der gestiegenen Anzahl von Gläubigen nach dem Zweiten Weltkrieg errichtet. Damals wurden zahlreiche Vertriebene und Flüchtlinge aus den Ostprovinzen des ehemaligen Deutschen Reiches in Verl ansässig. Zunächst war Verl ein Gemeindebezirk der Evangelischen Kirchengemeinde Friedrichsdorf, erst 1971 wurde eine eigenständige Kirchengemeinde eingerichtet.
Die Glasfenster und ein Altar aus Holz gestaltete 2009 der Künstler Oswald Krause-Rischard.
Zur Gemeinde gehört auch die Auferstehungskirche im Verler Ortsteil Sürenheide.